# Ljudska pravica (časopis)
Ljúdska pravíca je bil slovenski časopis. Kot glasilo Komunistične partije Slovenije in od 15. novembra 1952 Zveze komunistov Slovenije je začela izhajati 5. oktobra 1934 v Lendavi s podnaslovom »tednik za gospodarstvo in prosveto«. Partijsko vodstvo se je odločilo za Prekmurje, kjer je bila tedaj možnost izdajanje takšnega časopisa. Najprej je izhajala začasno vsak drugi teden ob petkih, od leta 1936 pa je zaradi mnogih zaplemb izhajala občasno. Med letoma 1939 in 1941 je izšlo nekaj številk. Leta 1939 je izšla ena številka pod naslovom Nova Ljudska pravica. Stalno je začela izhajati 15. oktobra 1943 dvakrat na mesec. Od spomladi 1945 je izhajala dvakrat na teden.
Od 1. junija 1953 je izhajala kot Borba za Slovenijo in kot glasilo Zveze komunistov Jugoslavije (Ljudska pravica – Borba). Od 5. oktobra 1954 je ob 20-letnici izhajala v redakcijski povezanosti z Borbo.
1. maja 1959 je z združitvijo Slovenskega poročevalca in Ljudske pravice nastal časopis Delo. Zadnji izvod Ljudske pravice št. 99 je izšel v sredo 29. aprila.
Ciljno bralstvo so bili delavci, kmetje in obrtniki. Ob koncu leta 1934 je imela naklado 8.000 izvodov, julija 1935 pa 10.000 naročnikov. Prvi glavni urednik je bil Miško Kranjec med letoma 1934 in 1935, zadnji pa Ivan Šinkovec med letoma 1953 in 1959. Drugi glavni uredniki so bili:
- Ivan Kreft – 1935, 1936
- Maks Durjava – 1939
- Boris Ziherl – 1943
- Vladimir Krivic – 1943, 1944
- Vida Tomšič – 1944
- Aleš Bebler – 1944, 1945
- Lidija Šentjurc – 1945
- Lev Modic – 1945
- Ivan Bratko – 1945–1948
- Dušan Bole – 1948–1951
- Vlado Vodopivec – 1951, 1952
- Tomo Brejc – 1952, 1953
- Dušan Blagojević – 1953
- Ivan Šibl – 1953, 1954
- Miroslav Vitorović – 1954

Nastanek časopisa je segal v čas po šestojanuarski diktaturi 6. januarja 1929. Za naslov sta bila izbrana dva predloga: Ljudska pravica in Slovenska gruda. Ime Ljudska pravica so izbrali prekmurski ljudje sami. Prve številke je do leta 1935 tiskala tiskarna Ernesta Balkányja iz Dolnje Lendave.
| leto | letnik | število izdaj | leto | letnik | število izdaj |
| ---- | ------ | ------------- | ---- | ------ | ------------- |
| 1934 | 1      | 7             | 1949 | 10     | 313           |
| 1935 | 2      | 24            | 1950 | 11     | 469           |
| 1936 | 3      | 5             | 1951 | 12     | 197           |
| 1939 | 1      | 1             | 1952 | 13     | 52            |
| 1941 | 4      | 3             | 1953 | 14/18  | 379           |
| 1943 | 4      | 34            | 1954 | 19     | 582           |
| 1944 | 5      | 46            | 1955 | 21     | 552           |
| 1945 | 6      | 219           | 1956 | 22     | 655           |
| 1946 | 7      | 309           | 1957 | 23     | 781           |
| 1947 | 8      | 313           | 1958 | 24     | 741           |
| 1948 | 9      | 321           | 1959 | 25     | 128           |